# Fédération hambourgeoise de football
Pour les articles homonymes, voir HFV.

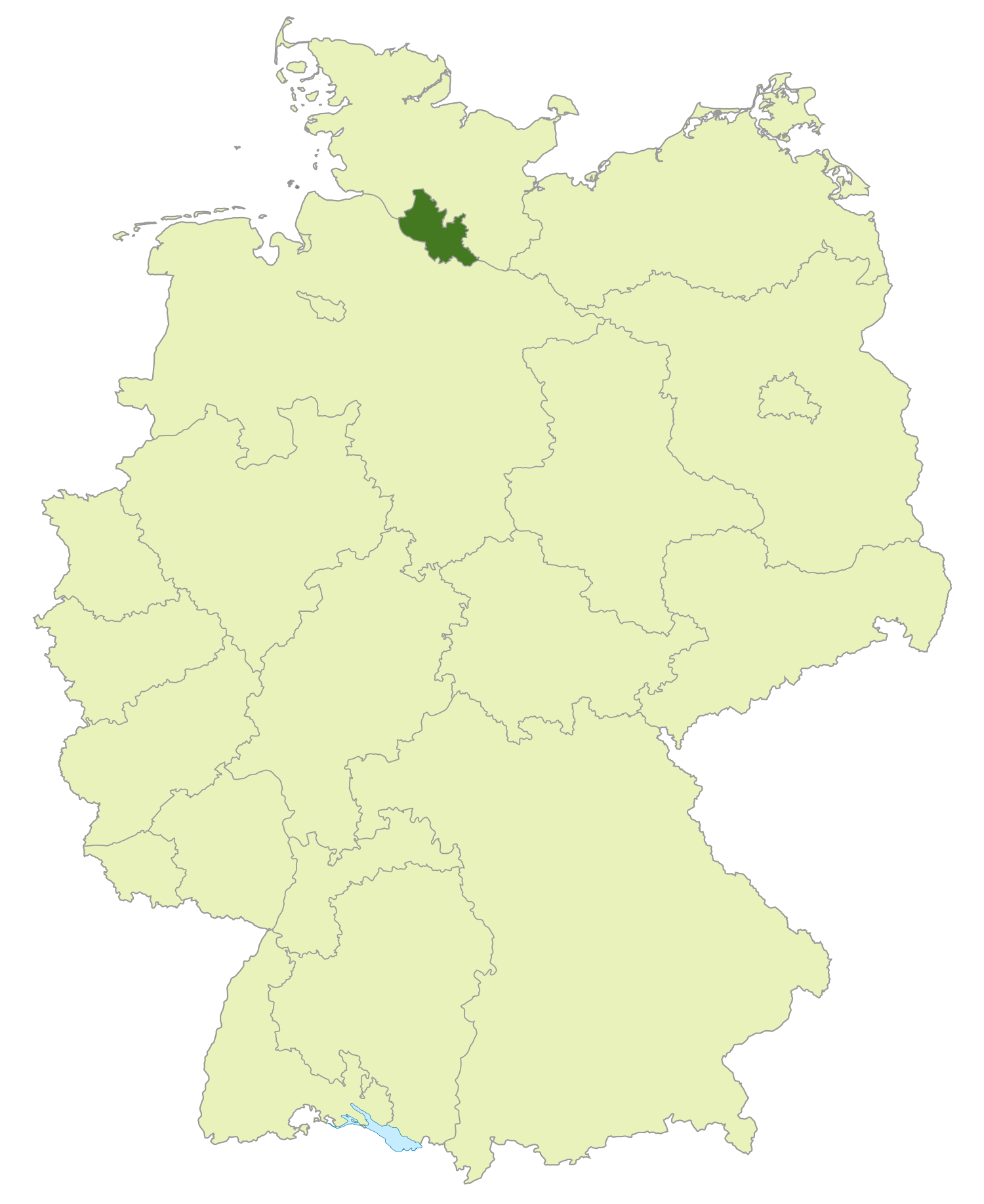
Localisation du territoire de la HFV

La Fédération hambourgeoise de football (HFV, allemand : Hamburger Fußball-Verband) est une fédération régionale de football, membre de la DFB, subalterne de la Norddeutscher Fußball-Verband (NFV)
La HFV couvre le territoire de la Ville libre de Hambourg, ainsi que l'arrondissement de Pinneberg, faisant partie administrativement du Schleswig-Holstein, et la partie Sud des arrondissements de Stormarn et de Segeberg. Le territoire couvert et le nombre de clubs de cette fédération régionale sont un des plus petits des 21 fédérations régionales de la DFB, mais en termes de densité clubs/superficie, c'est une des plus élevées. Elle compte 211 821 licenciés dans 396 clubs (2023).

## Histoire

### Hamburg-Altonaer Fußball Bund (HAFB)
Hambourg et ses environs, comme toute bonne ville portuaire fut une des premières régions d'Allemagne à découvrir le football, par le biais des marins et voyageurs anglais qui travaillaient ou transitaient dans ses murs. Le 20 octobre 1894 fut fondée la Hamburg-Altonaer Fußball-und Cricket Bund (HAFuCFB) par quatre clubs (Altonaer FC 1893, Hamburger FC 1888, FC Association 1893 et Borgfelder FC 1894) qui souhaitaient organiser un championnat. Le 8 décembre de la même année, le SC Germania 1887 rejoignit cette fédération.
Si la première rencontre de football opposant une équipe de Berlin à une formation de Hambourg (toutes deux composées de et par des Britanniques) eut lieu durant l'hiver 1881-1882, l'organisation régulière de matches prit pas mal de temps pour se structurer. La HAFuCB n'échappa pas à la règle.
Le premier championnat de la HAFuCB, et donc la première saison régulière, n'eut lieu qu'en 1895-1896. Le premier match, le 1er septembre 1895, vit la victoire (0-5) du Altonaer FC 1893 face au FC Association 1893. Le premier club titré fut le dernier arrivé, le SC Germania 1887 qui malgré son nom était composé majoritairement de joueurs étrangers, principalement des Britanniques.
La saison suivante, neuf équipes s'alignèrent. Mais l'une renonça avant le début des matches, une deuxième abandonna en cours de compétition et une troisième fut dissoute en fin de compétition.
En 1897, le terme "Cricket" fut retiré, car à l'exception de Berlin, ce sport ne connut pas un succès retentissant dans ce qui est à l'époque l'Empire allemand. La fédération devint donc la Hamburg-Altonaer Fußball Bund (HAFB).
Pour la saison 1897-1898, une seconde ligue fut créée pour les équipes Réserves.
À cette époque, le Deutsches Reich n'est pas encore un ensemble uniforme. Il en allait de même avec les règles du football. On jouait avec des variantes parfois importantes selon les régions. La HAFB fut une des premières à uniformiser cela en adoptant officiellement les Règles émises par la Football Association anglaise.
À partir du début du XXe siècle, les éléments se structurèrent. Les clubs s'installèrent sur des sites qui leur devinrent propres. Certains commencèrent à faire payer les entrées.
Le 28 janvier 1900, la HAFB et huit de ses clubs furent parmi les 89 fondateurs de la DFB.
Le 15 avril 1905, la HAFB devint une des fondatrices de la Norddeutscher Spiel-Verband (NSV) (ancêtre de l'actuelle Norddeutscher Fussball-Verband (NFV)). Toutefois, pas toujours d'accord avec la NSV, la HAFB continua d'organiser encore son propre championnat pendant deux saisons. En 1906, le Champion HAFB (FC Victoria 1895) participa au tour final pour désigner le Champion d'Allemagne du Nord. Enfin, après diverses négociations et médiations, le 21 août 1907, elle devint le Bezirk III de la NSV.
- Palmarès des championnats de la HAFuCB/HAFB

| - 1896: SC Germania 1887 - 1897: SC Germania 1887 - 1898: FC Altona 93 - 1899: FC Altona 93 - 1900: FC Altona 93 - 1901: SC Germania 1887 | - 1902: SC Germania 1887 - 1903: FC Altona 93 - 1904: SC Germania 1887 - 1905: FC Victoria 1895 - 1906: FC Victoria 1895 - 1907: FC Victoria 1895 |

### Verband Hamburg-Altonaer Fußballclubs
De 1902 à 1903, exista une ligue rivale de la HAFB, la Verband Hamburg-Altonaer Fußballclubs. Elle se voulait une alternative pour les petits clubs, mais fit long feu probablement sans avoir terminé son premier championnat.

### Norddeutscher Spiel-Verband
De 1907 à 1933, la Norddeutscher Spiel-Verband (NSV) présida aux destinées du football dans toute la région Nord, avec délégation de pouvoir à certains comités locaux.
Après l'arrivée au pouvoir des Nazis, toutes les fédérations régionales de football existantes furent dissoutes. Les clubs de la région de Hambourg furent versés dans la Gauliga Nordmark. En 1942, cette ligue fut scindée en deux: la Gauliga Schleswig-Holstein et la Gauliga Hambourg. Les clubs furent reversés dans la ligue de leur région.
Après la défaite de l’Allemagne nazie, la Ville libre de Hambourg bien que géographiquement dans la zone d'occupation britannique fut placée sous contrôle américain. Les autorités militaires autorisèrent la constitution d'une fédération de football qui devint la Hamburger Fußball-Verband, le 1er février 1947.

## Organisation

"Découpage administratif de la Ville de Hambourg"

Contrairement à ses voisines de la Schleswig-Holsteinischer Fußball-Verband (SHFV) et de la Niedersächsischer Fußballverband (NFV), la HFV n'est pas administrativement subdivisée en Bezirke ou Kreise, elles-mêmes gérées de façon autonome.
Les équipes de l'arrondissement de Pinneberg, faisant partie administrativement du Schleswig-Holstein, évoluent avec la Hamburger Fußball-Verband tout comme plusieurs clubs de la partie Sud des arrondissements de Stormarn et de Segeberg.

### Financement
Depuis 1948, la HFV tout comme la Hamburger Sportbund (HSB) - une Fédération omnisports créée en 1945 - possède un accord de partenariat avec la loterie officielle locale qui organise les paris sportifs. Depuis 1984, les deux fédérations se partages 15M% des recettes générées par ces paris.

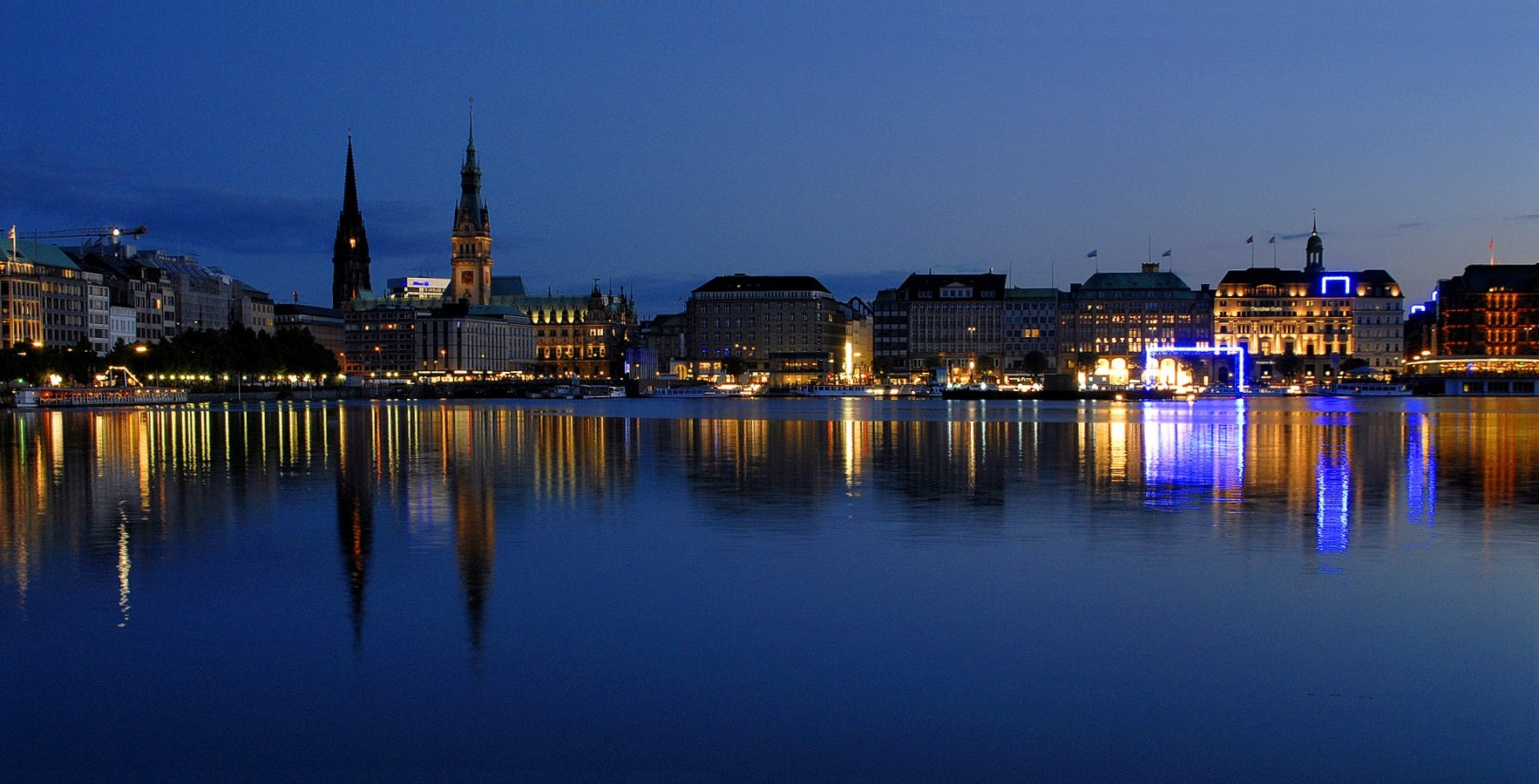
"Hamburg by Night"

## Ligues
La HFV gère et organise l'Oberliga Hamburg (anciennement Verbandsliga Hamburg), une ligue de niveau 5, située sous les Regionalligen.
Au niveau 6, on trouve la Landesliga (partagée en deux séries Hammonia et Hansa). Hammonia est la forme latine du nom "Hambourg" alors qu'Hansa est un rappel du riche passé de la ville dans la Ligue hanséatique.
Ensuite, vient le niveau 7, la Bezirksliga (scindée en quatre groupes Nord, Est, Sud, Ouest), puis la Kreisliga (niveau 8, partagé en huit groupes) et tout en bas de la pyramide locale, la Kreisklasse (niveau 9, scindé en neuf groupes).

## Clubs phares
Parmi les clubs les plus réputés et les plus titrés de la HFV, citons:
- Hamburger SV
- FC St. Pauli
- Eintracht Norderstedt
- Altonaer FC 1893
- SC Victoria Hambourg

Drapeau de la ville libre et hanséatique de Hambourg
Armoiries de la ville libre et hanséatique de Hambourg

### Les autres fédérations subalternes de la NFV
- Niedersächsischer Fußballverband (NFV)
- Bremer Fußball-Verband (BFV)
- Schleswig-Holsteinischer Fußball-Verband (SHFV)